# Arthur Winkler-Hermaden (Diplomat)
Arthur Winkler-Hermaden (* 12. Oktober 1965 in Klagenfurt) ist ein österreichischer Diplomat und war von 2013 bis 2018 Botschafter der Republik Österreich im Königreich Schweden.

## Leben
Arthur Medard Viktor Winkler-Hermaden maturierte am Öffentlichen Stiftsgymnasium  der Benediktiner zu St. Paul im Lavanttal (humanistisches Gymnasium) und studierte an der Wirtschaftsuniversität Wien Volkswirtschaftslehre und an der Universität Wien Politikwissenschaften. 

## Berufliche Laufbahn
In den Jahren 1999 bis 2000 war Arthur Winkler-Hermaden im Bundesministerium für auswärtige Angelegenheiten in der Abteilung für OSZE und Europarat und dabei mit der österreichischen Vorsitzführung in der OSZE befasst..
Ab dem Jahr 2000 war er im Kabinett der Außenministerin Benita Ferrero-Waldner tätig. Vier Jahre lang war er Berater für Rechts- und Konsularfragen. 2004 war er stellvertretender Missionschef und Gesandter im Botschaftsrat an der Österreichischen Botschaft Stockholm. Nach vier Jahren wechselte er als Gesandter an die Österreichische Botschaft in Moskau. 2009 war er im Kabinett des Außenministers Michael Spindelegger. Dort war er für die außenpolitische Planung und Koordination zuständig. Im Jahr 2011 war er im Kabinett des Vizekanzlers und Außenministers Michael Spindelegger als außenpolitischer Berater des Vizekanzlers tätig.
Zwischen 2012 und 2014 war Arthur Winkler-Hermaden außerordentlicher und bevollmächtigter Botschafter der Republik Österreich im Fürstentum Liechtenstein und von 2013 bis 2018 Botschafter der Republik Österreich im Königreich Schweden.